# Keepin' Up with the Joneses
Keeping with the Joneses (l'album porta anche il titolo di Jones Brothers) è un album a nome della The Jones Brothers di cui fanno parte il batterista Elvin Jones, il pianista Hank Jones ed il trombettista Thad Jones, pubblicato dalla Metrojazz Records nel 1958.
Nella formazione è presente anche il contrabbassista Eddie Jones, che sebbene porti lo stesso cognome degli altri tre componenti non ha alcun vincolo di parentela con loro.

## Tracce
Lato A
1. Nice and Nasty – 6:41 (Thad Jones)
2. Keepin' Up with the Joneses – 6:08 (Thad Jones)
3. Three and One – 4:52 (Thad Jones)

Durata totale: 17:41
Lato B
1. Sput 'n' Jeff – 6:00 (Thad Jones)
2. It Had to Be You – 4:43 (Isham Jones, Gus Kahn)
3. On the Alamo – 3:10 (Isham Jones, Gus Kahn)
4. There Is No Greater Love – 4:02 (Isham Jones, Marty Symes)

Durata totale: 17:55

## Musicisti
- Thad Jones - tromba (brani: Keepin' Up with the Joneses, Sput 'n' Jeff e On the Alamo)
- Thad Jones - flicorno (brani: Nice and Nasty, Three and One, It Had to Be You e There Is No Greater Love)
- Hank Jones - pianoforte
- Hank Jones - organo (brano: Keepin' Up with the Joneses)
- Eddie Jones - contrabbasso
- Elvin Jones - batteria